# Bonnington (Kent)
Bonnington è un villaggio e parrocchia civile nel distretto di Ashford, nel Kent, Inghilterra. Si trova a circa 13 km a sud di Ashford sulla B2067.